# Andorra i olympiska vinterspelen 1988
Andorra deltog i olympiska vinterspelen 1988. Andorras trupp bestod av 2 män och 2 kvinnor.

## Resultat

### Alpin skidåkning
- Super-G herrar
  - Nahum Orobitg - 38
  - Gerard Escoda - DNF

- Storslalom herrar
  - Gerard Escoda - DNF

- Slalom herrar
  - Gerard Escoda - DNF

- Super-G damer
  - Claudina Rossel - 38
  - Sandra Grau - 40

- Storslalom damer
  - Sandra Grau - 26
  - Claudina Rossel - DNF

- Slalom damer
  - Sandra Grau - 23